# Helmut Haufe
Franz Helmut Haufe (* 15. November 1906 in Leipzig; † 1. Januar 1943 bei Stalingrad) war ein deutscher Soziologe und Südosteuropaexperte. Er gehörte zur Gruppe um die Leipziger Soziologen Gunther Ipsen und Hans Freyer; er befasste sich hauptsächlich mit Bevölkerungsfragen und Agrarsoziologie. Helmut Haufe erlangte postum Bedeutung für die frühe Entwicklung der westdeutschen Bevölkerungssoziologie und Sozialgeschichtsschreibung.

## Ausbildung
Nach einem Studium in den Disziplinen Geographie, Geologie, Naturwissenschaften und Soziologie arbeitete Helmut Haufe in den Jahren 1928 und 1929 an den Erhebungen zu seiner Doktorarbeit. In diesen Jahren nahm er nach eigenen Angaben an einem zehnwöchigen Arbeitslager der Deutschen Freischar teil. Er schloss seine Doktorarbeit zu Weihnachten 1929 ab und reichte sie an der Philosophischen Fakultät der Universität Leipzig ein. Erst am 20. Februar 1931 wurde er mit dieser Untersuchung („Die geographische Struktur des deutschen Eisenbahnverkehrs“) bei dem Geographen Wilhelm Volz und dem Soziologen Hans Freyer promoviert. Im Vorwort der Studie bemerkte Haufe, dass die Fragestellung der Arbeit durch die „soziologischen Übungen“ von Gunther Ipsen angeregt wurde. Als Vorbild nannte Haufe zudem den Bauingenieur und Eisenbahnexperten Otto Blum.
Haufe entschied zu Beginn der 1930er Jahre die Soziologie der Geographie endgültig vorzuziehen. Allerdings behielt er in seinen Studien ein Faible für geographische Literatur bei. Der Leipziger Soziologe und Volkstumsideologe Gunther Ipsen machte starken Eindruck auf Helmut Haufe. Auch Haufe stand, wie es der Historiker Thomas Etzemüller bezogen auf Ipsens zweiten Assistenten (den Historiker Werner Conze) einmal ausdrückte, „im Banne Ipsens“. Helmut Haufe folgte Gunther Ipsen (zunächst als Assistent, 1931–1933, dann als sein Habilitand) nach Königsberg (1933), später auch nach Wien (1939) nach und wirkte an der Universität Wien zudem als Dozent (siehe auch Leipziger Schulen, Soziologie).
Im November 1933 erfolgte Haufes Eintritt in die SA (eigene Angaben).:581

## Helmut Haufe – der erste Assistent Ipsens
Bei den sogenannten „soziologischen Dorfwochen“, die Ipsen zu Beginn der 1930er Jahre in Schlesien und Ostpreußen, aber auch im Zuge verschiedener Exkursionen nach Ost- und Südosteuropa mit Leipziger Studierenden und in Zusammenarbeit mit dem Boberhaus-Kreis und dem Rumänischen Sozialinstitut gestaltete, wirkte Helmut Haufe aktiv mit. Helmut Klocke und Horst Becker gehörten ebenfalls zu Ipsens Team. Ipsen übernahm mit Haufes Hilfe methodische Impulse für seine empirische Vorgehensweise aus den rumänischen und ungarischen Soziologien.  Ein besonders enger Kontakt entstand zu dem rumänischen Soziologen Dimitrie Gusti und seinem Umfeld. In Rumänien hatte sich schon in den 1920er Jahren unter Gustis Führung empirisch-soziologische bzw. soziographische Forschung herausgebildet. Haufe setzte sich mit diesen Arbeiten der Rumänen intensiver auseinander als Ipsen. Da Haufe ausgiebig rumänische Literatur benutzte, scheint er über rumänische Sprachkenntnisse verfügt zu haben.
Gemeinsam mit seinem Assistenten Haufe erarbeitete Ipsen in „mehrjähriger Gemeinschaftsarbeit in Leipzig“ seine sehr problematische „Bevölkerungslehre“, die langjährige Nachwirkungen zeigte, etwa auf die Historiker Werner Conze und Wolfgang Köllmann.
Haufe wurde als Empiriker so wichtig für Gunther Ipsen, dass er ihn als Forschungsleiter einsetzte. So betreute Haufe jene empirischen Forschungen, aus denen später Hans Lindes lange nachwirkende Dissertationsschrift Preußischer Landesausbau. Ein Beitrag zur Geschichte der ländlichen Gesellschaft in Süd-Ostpreußen am Beispiel des Dorfes Piassutten/Kreis Ortelsburg (Leipzig: Hirzel 1939) entstehen sollte.:301f.
Im Jahr 1934 schloss Haufe seine Untersuchung Die Bevölkerung Europas. Stadt und Land im 19. und 20. Jahrhundert ab. Gunther Ipsen hatte sie angeregt und Haufe hatte mit den statistischen Berechnungen für sie schon 1931 begonnen. Es dauerte noch bis in das Jahr 1936 hinein, bis sie veröffentlicht werden konnte. Nach Haufe war der Untersuchungsansatz aus „agrarsoziologischen Arbeiten in Mittel- und Ostdeutschland entstanden“.
Eine weitere große Untersuchung konnte Haufe mit Hilfe eines Stipendiums der Rockefeller Foundation in den Jahren 1935/36 am rumänischen Sozialinstitut in Bukarest realisieren. Feldforschung leistete Haufe hier weniger als von der Stiftung gewünscht.:579-584 Aus dieser Untersuchung resultierte die im Jahr 1939 veröffentlichte Studie Die Wandlung der Volksordnung im rumänischen Altreich. Haufe reichte sie als Habilitationsschrift ein; sie wurde 1938 von der Philosophischen Fakultät der Universität Königsberg angenommen (außerordentlicher Professor). Wie Haufe in seinem Vorwort zur Studie schreibt, war daraus ein Beitrag für den Bukarester Soziologenkongress vorgesehen, der dann jedoch ausfiel.
Helmut Haufes Studien wurde von dem Regionalökonomen August Lösch positiv wahrgenommen. Helmut Haufe war für eine Mitarbeit an einem größeren Forschungsvorhaben der NS-Sozialforschung vorgesehen (neben den Soziologen Rudolf Heberle, Hermann Mitgau, Elisabeth Pfeil, Wilhelm Brepohl, Karl Seiler u. a.). Das Forschungsvorhaben, das sogenannte Großstadtsammelwerk, wurde schon seit Mitte der 1930er Jahre, ausgehend vom Archiv für Bevölkerungswissenschaft und Bevölkerungspolitik, angedacht, seine Realisierung verzögerte sich aber.:S. 271, 274ff. Doch Dr. habil. Helmut Haufe hatte kein langes Leben, folgte Ipsen auch in den Krieg und starb, erst 36 Jahre alt, zu Beginn des Jahres 1943 in der Schlacht von Stalingrad.

## Varia
Haufe wurde im Winter 1940/41 von Gunther Ipsen ins besetzte Paris geordert, um dort zur „Neuordnung der internationalen Zusammenarbeit nach dem Wegfall des Int. Inst. [für Soziologie]“ beizutragen. Ipsen dazu wörtlich: „Ich habe dazu unterrichtende Vorarbeit durch meinen Mitarbeiter, Dozent Dr. Haufe, im Winter 40/41 in Paris machen lassen durch Einsicht in Arbeit und Bestände des Int. Inst. und Fühlungnahme mit einzelnen besonders daran beteiligten franz. Soziologen. (...) Dr. Haufe ist dabei in Tuchfühlung mit dem Vertreter des Reichsministers vorgegangen, der zwecks Einsicht in die internationalen wissenschaftlichen Einrichtungen zum Militär-Befehlshaber Paris abgestellt war.“
Helmut Haufes Vater war ein Oberverwaltungsinspektor.:425

## Haufes (umstrittene) Bedeutung für die Entwicklung der deutschsprachigen Bevölkerungssoziologie und Sozialgeschichtsschreibung
Die Werke Haufes haben besonders bei der Aufarbeitung der NS-Geschichte der Bevölkerungsforschung, der Soziologie und der Sozialgeschichtsschreibung (resp. Volksgeschichte) eine Rolle gespielt. Wurde Gunther Ipsen wegen seiner ausgewiesenen völkischen und rassistischen Überzeugungen spätestens mit den 1980er Jahren kritisch beurteilt, so schloss dieses Urteil seinen Assistenten Helmut Haufe lange Zeit nicht mit ein. Im Gegenteil. Haufe wurde noch in den 1990er Jahren im Vergleich zu seinem Lehrer Ipsen ein größeres wissenschaftliches Gewicht beigemessen. Der Historiker Bernhard vom Brocke urteilte im Jahr 1998:
„Von Haufes Ansatz führen alle Wege zur modernen Bevölkerungssoziologie, von der Agrarromantik und Blut und Boden-Ideologie des Lehrers v o r 1945 keiner.“:85.
„Die Darstellung ist nüchtern und frei von völkisch-nationalistischen Ideologemen des Lehrers und der grassierenden Blut-und-Boden-Ideologie.“:84
„Die nach 1945  für die Ausbildung zu einer historisch-soziologischen Theorie des Bevölkerungsprozesses fruchtbaren Ansätze der ‚Bevölkerungslehre‘ Ipsens mit starkem Einfluß auf die moderne Sozial- und Bevölkerungsgeschichte und Bevölkerungssoziologie gehen überwiegend auf Haufe zurück.“:423f.
Die Betonung der Rolle Haufes als Methodiker/Empiriker war keine Einzelmeinung, sondern sie spiegelt sich in verschiedenen Darstellungen zur Rezeptionsgeschichte des Werks von Haufe bis heute. Allerdings gibt es Stellungnahmen, die Haufe ausschließlich als völkischen Ideologen porträtieren („völkische Soziologie“), weil Aussagen in seinem Werk NS-Belastungen, vor allem Antisemitismus, aufweisen. An der Beurteilung von Helmut Haufes Arbeiten wird sichtbar, dass in der Wissenschaftsgeschichtsschreibung zum NS-Staat bis heute viele Fragen stark umstritten sind:
Konnten mit den benutzten empirischen Methoden Lebensverhältnisse realistisch abgebildet werden? Dienten die Erträge der NS-Sozialforschung rationaler Planung? Sind Arbeiten mit ‚sauberen‘ Methoden oder aber normative Arbeiten nützlich(er) für ein diktatorisches politisches System?

## Schriften (Auswahl)
- Die geographische Struktur des deutschen Eisenbahnverkehrs (=Veröffentlichungen des Geographischen Seminars der Uni Leipzig), Band 2, Beltz-Verlag, Langensalza 1931 (Dissertation).

- [Bevölkerung] II. Bevölkerungszahlen. –  1. Faktoren der Bevölkerung. – 2. Die Entwicklung in  Stadt und  Land. – 3. Die Entwicklung der Staaten Europas. In:  Handwörterbuch  des  Grenz- und Auslandsdeutschtums  I, Breslau: Hirt 1933/34, S. 463–466.
- Die nordostdeutsche Bevölkerungsbewegung 1817–1933. In: Archiv für Bevölkerungswissenschaft (Volkskunde) und Bevölkerungspolitik, 5. Jg. (1935), S. 319–387.
- Rumänien. Geschichtliche Entwicklung und völkische Struktur. In: Schulungsbrief 8 des Bundes Deutscher Osten, hrsg. vom Institut für Osteuropäische Wirtschaft, Universität Königsberg, 1935.

- Die Bevölkerung Europas. Stadt und Land im 19. und 20. Jahrhundert. Junker & Dünnhaupt, Berlin 1936 (= Neue deutsche Forschungen. 65; Neue deutsche Forschungen: Abteilung Volkslehre und Gesellschaftskunde. In Verbindung mit M. H. Boehm, Hans Freyer, Josef Nadler, Erich Rothacker, Max Rumpf und Andreas Walther herausgegeben von Gunther Ipsen, Band 7). Haufes Studie wurde rezensiert von Elisabeth Pfeil, AfBB 1941, Heft 6, S. 395 f.
- Deutsches Volkstum in der Bevölkerungsentwicklung des östlichen Mitteleuropas. Verlag Grenze und Ausland, Berlin/Stuttgart 1935.
- Soziologische Probleme in der europäischen Bevölkerungsentwicklung des 19. und 20. Jahrhunderts. In: Arhiva pentru ştiinta şi reforma socială: organ al Institutul Social Român. Bucureşti Band 13 (1936), S. 211–224.
- Methode und Einsatz der Dorfforschungen in Rumänien. In: Zeitschrift für Volkskunde 47 (1938), (N.F. Bd. 9), S. 300–307.
- Die Bevölkerungsentwicklung Rumäniens im 19. und 20. Jahrhundert. In: Archiv für Bevölkerungswissenschaft (Volkskunde) und Bevölkerungspolitik, 8. Jg. (1938), S. 145–163.
- Zur bevölkerungsgeschichtlichen Forschung. In: Archiv für Bevölkerungswissenschaft und Bevölkerungspolitik 8 (1938).
- Die Wandlung der Volksordnung im rumänischen Altreich. Agrarverfassung und Bevölkerungsentwicklung im 19. u. 20. Jahrhundert. Kohlhammer-Verlag, Stuttgart 1939.
- Neuere Arbeiten zur Bevölkerungsgeschichte Grossrumäniens. In: Leipziger Vierteljahresschrift für Südosteuropa, hrsg. vom Südosteuropa-Institut an der Universität Leipzig in Zusammenarbeit mit dem Südostausschuß der Deutschen Akademie und der Südostgemeinschaft der Wiener Hochschulen,  Bd. 3 (1939), S. 63–67.
- Methoden der Wanderungsforschung in USA. Anmerkungen zu den Büchern: D.S. Thomas, Research memorandum on migration differentials and J. Moore, Cityward migration. In: Archiv für Bevölkerungswissenschaft (Volkskunde) und Bevölkerungspolitik, 9. Jg. (1939), H. 1, S. 53–56.
- Der preussische Landkreis. In: Arbeiten des XIV. Internationalen Soziologen. Kongresses Bucuresti, Abteilung D: Stadt und Land, Bd. 1, 1940, S. 65–80.